# ستيف مكينون
ستيف مكينون (بالإنجليزية: Steve McKinnon)‏ هو لاعب كاراتيه بريطاني، ولد في 23 نوفمبر 1976 في غلاسكو في المملكة المتحدة.